# Pegomya subnigra
Pegomya subnigra är en tvåvingeart som beskrevs av Masayoshi Suwa 1997. Pegomya subnigra ingår i släktet Pegomya och familjen blomsterflugor. Inga underarter finns listade i Catalogue of Life.